# Unruhen in Qamischli 2004
Die Unruhen in Qamischli 2004 waren Auseinandersetzungen zwischen überwiegend kurdischen Demonstranten und syrischen Sicherheitskräften, die im März 2004 von Qamischli auf andere Städte Syriens übergriffen. Auslöser war ein Fußballspiel in Qamischli.

## Entstehung
Die Unruhen brachen während eines Fußballspiels zwischen den Mannschaften al-Futowa aus Deir ez-Zor und  al-Dschihad aus  Qamischli am 12. März 2004 aus. Die als gewaltbereit bekannten Fans von al-Futowa gelangten ohne die sonst üblichen Sicherheitskontrollen ins Stadion in Qamischli und nahmen dort, anders als üblich, neben den Fans der Heimatmannschaft al-Dschihad Platz. Noch vor Beginn des Spiels begannen sie, deren Fans mit Steinen und Flaschen zu bewerfen. Anschließend verbreitete sich das Gerücht, drei Kinder seien umgekommen, ein Rundfunkreporter gab dieses nach Bitten von Anwohnern in seiner Sendung weiter. Daraufhin füllte sich die Umgebung des Fußballstadions mit Menschen. Obwohl sich herausstellte, dass die Meldung von drei getöteten Kindern falsch war, eskalierten die Auseinandersetzungen. 

## Verlauf
Die Menschen innerhalb und außerhalb des Stadions bewarfen sich mit Steinen, die syrischen Sicherheitskräfte gaben erste Schüsse ab. Nach zunehmenden Steinwürfen begannen die al-Futowa-Fans, antikurdische  Parolen zu rufen und die irakisch-kurdischen Politiker Barzani und Talabani zu beleidigen. Die Polizei vertrieb die Fans von al-Dschihad aus dem Stadion, die Fans von al-Futowa durften bleiben. Obwohl die Menge außerhalb des Stadions keine Schusswaffen benutzte, schossen die syrischen Sicherheitskräfte mit scharfer Munition auf sie. Dabei kamen neun Menschen ums Leben.  Ob der Gouverneur von al-Hasaka hierzu den Befehl gab, ist unbekannt. 
Am nächsten Tag, dem 13. März 2004, sollten die Toten beerdigt werden. Alle kurdischen Parteien vereinbarten einen Trauerzug, an dem mehrere zehntausend Menschen teilnahmen. Unter ihnen waren neben Kurden auch Christen und Araber. Regierungsvertreter sicherten den Teilnehmern einen ungestörten Trauerzug zu, wenn diese nicht randalieren würden. Der Zug verlief zunächst friedlich. Als einige Teilnehmer jedoch Parolen für den amerikanischen Präsidenten Bush riefen und eine Assad-Statue mit Steinen bewarfen, schossen die Sicherheitskräfte zunächst in die Luft. Nach dem Ende des Trauerzugs wurde dann  von Bewaffneten in Zivil massiv auf die Teilnehmer geschossen. Anschließend griffen die Demonstranten zahlreiche staatliche Gebäude an. Nachdem sich Gerüchte über die Unruhen verbreiteten, kam es auch in anderen Städten mit hohem kurdischen Bevölkerungsanteil wie  Amude, al-Hasaka, al-Malikiyah (Dêrik),  Ain al-Arab (Kobanî), Raʾs al-ʿAin (Serê Kaniyê) und al-Qahtaniya (Tirbesipî) zu Demonstrationen und Ausschreitungen, bei denen staatliche Gebäude, Büros der Baath-Partei und Statuen Hafiz al-Assads angegriffen und angezündet wurden. Die Demonstranten riefen prokurdische Parolen und trugen kurdische Fahnen. Die Auseinandersetzungen setzten sich am 14. März fort und erfassten auch Aleppo und Damaskus, wo kurdische Studenten sich mit den Demonstranten solidarisierten. In Afrin eröffneten Sicherheitskräfte am 16. März das Feuer auf  Jugendliche, die an den Giftgasangriff auf Halabdscha 1988 erinnern wollten.
Eine wichtige Rolle bei der Ausbreitung der Unruhen soll der PKK-nahe Fernsehsender Roj TV gespielt haben, der mit teilweise falschen Aussagen die Kurden außerhalb Qamischlis dazu aufrief, auf die Straße zu gehen. Die der PKK nahestehenden Partei der Demokratischen Union (PYD) rief dabei ihre Anhänger zu Demonstrationen auf. Am 15. März fanden in Qamischli Gespräche zwischen Vertretern der kurdischen Parteien, Assyrern und Arabern statt, in denen die Kurden betonten, dass die Unruhen sich gegen die baathistische Politik ihnen gegenüber und nicht gegen andere Ethnien richteten. Am 16. März riefen kurdische Parteien und arabische Menschenrechtsorganisationen gemeinsam zu einem Ende der Gewalt auf.
Die Sicherheitskräfte machten während der Unruhen von ihren Schusswaffen Gebrauch, nach mehreren Augenzeugenberichten waren aber ihre Vertreter auch selbst an Ausschreitungen und Plünderungen beteiligt. Insgesamt sollen mindestens 32 Menschen ums Leben gekommen sein, 160 Menschen wurden verletzt. Der Großteil der kurdischen Opfer waren Anhänger der PYD bzw. PKK.

## Folgen
Nach den Unruhen begann eine umfangreiche Verhaftungswelle, die bis zu 2.000 Menschen, darunter auch Kinder, betroffen haben soll. Die Verhafteten wurden, wie in Syrien üblich, gefoltert, anschließend aber meist freigelassen, im Jahr 2005 wurden 312 Häftlinge von Baschar al-Assad amnestiert. In der Dschazīra wurde zusätzliches Militär stationiert. Es kam zu einem Treffen von Vertretern kurdischer Parteien mit Mahir al-Assad, einem Bruder des Staatschefs, und dem Verteidigungsminister Mustafa Tlas, das Treffen hatte aber keine Ergebnisse.
Die kurdischen Parteien beschlossen, die öffentlichen Feierlichkeiten zum Newrozfest am 21. März abzusagen, um weitere Proteste zu verhindern. Die Verbundenheit mit den „Märtyrern“ von Qamischli sollte mit schwarzen Flaggen und Abzeichen ausgedrückt werden. Nur die PYD veranstaltete eine öffentliche Newrozfeier in Qamischli, die vom syrischen Staatsfernsehen übertragen wurde.
Nach Aussagen vieler Teilnehmer waren die Unruhen ein Anlass für das Entstehen einer neuen Graswurzelbewegung junger syrisch-kurdischer Aktivisten. Diese trauen den bestehenden kurdischen Parteien, die oft von den Geheimdiensten infiltriert sind, nicht mehr und organisieren Proteste und Demonstrationen selbständig. Von den Geheimdiensten werden sie härter verfolgt als die Vertreter der älteren Parteien, die meisten Gefolterten und Ermordeten gehören zur armen kurdischen Jugend. Besonders streng werden Studenten überwacht, denen jede politische Aktivität verboten ist; ein Verstoß dagegen führt oft zur Zwangsexmatrikulation. 
Für 88 Familien, die aus den kurdischen Gebieten Syriens in die Autonome Region Kurdistan geflohen sind, wurden Flüchtlingslager in Makoble bei Dohuk und Domiz eingerichtet.
Kurden in anderen Staaten und Erdteilen solidarisierten sich mit den syrischen Kurden in mehreren Demonstrationen in  Diyarbakır,  Erbil, Dohuk und Sulaimaniya  sowie in Europa.